# Venticano
Venticano ist eine italienische Gemeinde mit 2282 Einwohnern (Stand 31. Dezember 2023) in der Provinz Avellino in der Region Kampanien.

## Geografie
Die Nachbargemeinden sind Apice (BN), Calvi (BN), Mirabella Eclano, Pietradefusi, Torre Le Nocelle. Die Ortsteile lauten Calore und Castello del Lago.